# Oratorio dei Campi Bonelli
L'oratorio dei Campi Bonelli (o oratorio della Vergine Annunciata) è un edificio religioso situato nel comune di Mariana Mantovana, in provincia di Mantova, località Campi Bonelli.

## Storia e descrizione

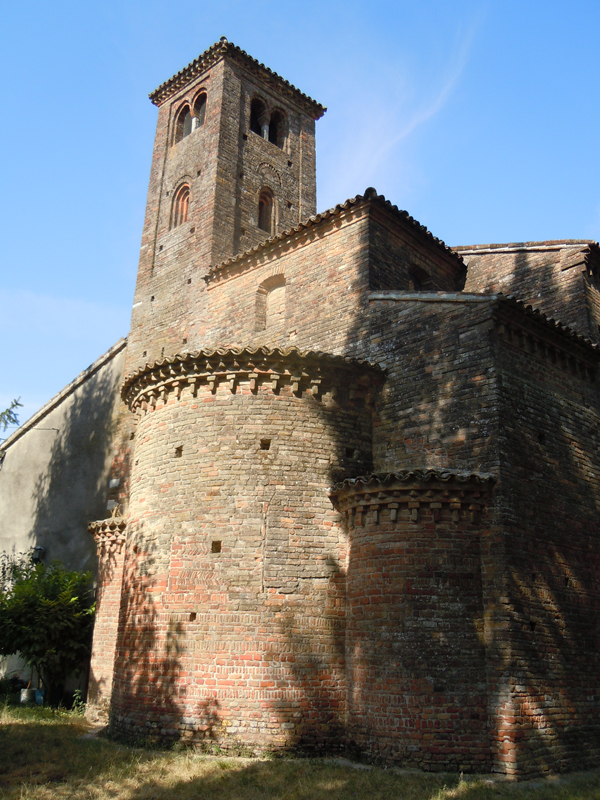
Abside e campanile

È una delle chiese meglio conservate del medioevo mantovano e caratteristica per la sua collocazione campestre.
L'oratorio, interamente in cotto, venne edificato nell'XI secolo e presenta all'interno del presbiterio un ciclo di affreschi del XIV secolo.
La tradizione vuole che nei pressi dell'oratorio esistesse una fonte miracolosa dedicata alla Vergine.
A poca distanza da questa chiesa sorge un altro importante edificio religioso, il romitorio di San Pietro, dello stesso periodo storico.